# Bailey (Carolina del Nord)
Bailey és una població dels Estats Units a l'estat de Carolina del Nord. Segons el cens del 2008 tenia 684 habitants.

## Demografia
Segons el cens del 2000, Bailey tenia 670 habitants, 274 habitatges i 184 famílies. La densitat de població era de 369,6 habitants per km².
Dels 274 habitatges en un 26,3% hi vivien nens de menys de 18 anys, en un 52,6% hi vivien parelles casades, en un 10,9% dones solteres, i en un 32,5% no eren unitats familiars. En el 29,2% dels habitatges hi vivien persones soles el 13,5% de les quals corresponia a persones de 65 anys o més que vivien soles. El nombre mitjà de persones vivint en cada habitatge era de 2,45 i el nombre mitjà de persones que vivien en cada família era de 2,98.
Per edats la població es repartia de la següent manera: un 23,6% tenia menys de 18 anys, un 9,3% entre 18 i 24, un 26,9% entre 25 i 44, un 22,2% de 45 a 60 i un 18,1% 65 anys o més.
L'edat mediana era de 38 anys. Per cada 100 dones de 18 o més anys hi havia 88,2 homes.
La renda mediana per habitatge era de 36.328 $ i la renda mediana per família de 43.750 $. Els homes tenien una renda mediana de 33.929 $ mentre que les dones 25.179 $. La renda per capita de la població era de 21.910 $. Entorn del 6,7% de les famílies i l'11,2% de la població estaven per davall del llindar de pobresa.

## Poblacions més properes
El següent diagrama mostra les poblacions més properes.